# Tôkyô no onna
Tôkyô no onna (東京の女, Dona de Tòquio) és una pel·lícula japonesa de 1933 dirigida per Yasujirō Ozu. El títol de treball de la pel·lícula era El seu cas, per exemple (例えば彼女の場合 Tatoeba kanojo no baai)
La pel·lícula parla d'un estudiant la germana del qual ajuda els seus estudis amb la llum de la lluna com a traductor. Quan escolta que, en realitat, ella treballa com a hostessa en una sala de ball de mala qualitat, queda devastat.

## Argument
Ryoichi (Ureo Egawa), un estudiant, i Chikako (Yoshiko Okada), la seva germana gran, passen per la seva rutina matinal. Chikako li dona a Ryoichi els seus diners de la butxaca i se'n va a la universitat.
A l'oficina de Chikako, un oficial de policia demana al cap de Chikako els seus registres laborals. El cap li diu que la Chikako també treballa les nits per un professor. Chikako segueix sense saber que està sota investigació.
Ryoichi i la seva xicota, Harue (Kinuyo Tanaka), estan al cinema mirant If I Had a Million. Després, la Harue torna a casa i parla amb el seu germà, Kinoshita (Shinyo Nara). Kinoshita revela que ha sentit un rumor que en Chikako no està ajudant un professor sinó que treballa les nits en un bar de cabaret. També implica que pot ser una prostituta.
La Harue visita en Ryoichi i li explica el que ha sentit sobre la Chikako. Al principi Ryoichi riu, abans d'enfadar-se i exigir que en Harue marxi.
La Chikako es retoca el maquillatge al bar del cabaret i després truca a Ryoichi per dir-li que arribarà tard a casa. Ryoichi penja i la Chikako puja al darrere d'un cotxe amb un client.
Chikako torna a casa més tard aquella nit per trobar en Ryoichi encara despert. Ell s'enfronta a ella i li demana que deixi la seva feina al bar. Quan la Chikako no justifica el seu comportament, Ryoichi la colpeja repetidament. La Chikako implora a Ryoichi que s'esforci a la universitat, fent que les seves dificultats valguin la pena. Ryoichi marxa corrent.
L'endemà al matí, Kinoshita es posa l'uniforme d'oficial de policia. Li diu a la Harue que hauria d'haver deixat que ell parlés amb Ryoichi, i després marxa a treballar. Chikako arriba a la porta buscant en Ryoichi, ja que no va tornar a casa la nit anterior. La Harue convida a la Chikako a entrar i revela amb llàgrimes que li va dir a Ryoichi el que havia sentit sobre la feina de la Chikako. Harue rep una trucada telefònica de Kinoshita, que ha arribat a la comissaria. Li diu que Ryoichi s'ha suïcidat. La Harue informa a la Chikako que el seu germà ha mort.
Chikako conversa amb tres periodistes. Un d'ells entra a casa seva sense ser convidat i pregunta a la Harue, que està agenollada davant el cos d'en Ryoichi. Finalment, els periodistes marxen, murmurant "aquí no hi ha cap primicia". Mentre Harue plora, en Chikako insulta en Ryoichi, anomenant-lo un "feble" per la seva falta de voluntat per entendre els seus motius.
Els periodistes passegen pel carrer, rient i fent broma. Veuen un cartell que anuncia que una banda de delinqüents ha estat detinguda, i un li diu a l'altre que el seu diari va ser el primer en publicar la història.

## Producció
Tôkyô no onna es va rodar en nou dies o menys, durant un buit en el programa de producció de Shochiku. Ozu va tenir una setmana més o menys lliure abans de començar la producció del seu següent llargmetratge, Hijōsen no Onna, i va ser seleccionat per dirigir-lo. Els crèdits indiquen que el guió, dels col·laboradors habituals d'Ozu Kogo Noda i Tadao Ikeda, estava basat en la novel·la "Vint-i-sis hores" d'Ernest Schwartz; ni Schwartz ni la novel·la van existir mai.
El guió originalment suggeria que Chikako estava aportant els seus ingressos il·lícits al Partit Comunista, però aquests elements polítics van ser eliminats abans que comencés el tiroteig. Es desconeixen les raons d'això, tot i que l'estudiós d'Ozu Tony Rayns ha suggerit que Ozu o l'estudi eren els responsables, possiblement per evitar les atencions del censor.
Quan Ryoichi i Harue visiten el cinema, veuen la pel·lícula If I Had a Million. Ozu inclou material de la secció Ernst Lubitsch d'aquesta imatge d'antologia, en la qual Charles Laughton, un treballador d'oficina, entra a l'oficina del seu cap. Ozu s'allunya abans del clímax de l'escena, quan Laughton es troba davant del seu cap i bufa una gerd.

## Repartiment
- Yoshiko Okada com Chikako
- Ureo Egawa com Ryoichi, germà de Chikako
- Kinuyo Tanaka com Harue, xicota de Ryoichi
- Shinyo Nara com Kinoshita, germà de Harue
- Chishū Ryū com a reporter

## Mitjans domèstics
El 2012, el BFI va llançar la pel·lícula en DVD de la Regió 2, juntament amb Tokyo boshoku i Soshun, com Tres melodrames.